# El Tobogán (Montevideo)
El Tobogán es un barrio de la ciudad de Montevideo, originado en 1987 y perteneciente al Municipio A y al Centro Comunal Zonal 17.
Es uno de los tres barrios ubicados dentro del Cerro de Montevideo, junto a la Villa del Cerro y a Cerro Norte. A su vez, limita con los barrios Cerro Norte, La Paloma Tomkinson, Tres Ombúes y La Teja. Sus límites son el Camino La Paloma y Camino Tróccoli (con Cerro Norte), la Avenida Dr. Santín Carlos Rossi (con La Paloma), la Ruta 1 (con Tres Ombúes y La Teja), y la Av. Carlos María Ramírez (con La Teja). 
Este pequeño barrio, que cuenta casi con 500 familias, se encuentra cortado por el Arroyo Pantanoso. Sus construcciones internas solo posibilitan la división de diez manzanas, siendo el territorio restante un espacio verde sin casi edificaciones. Se trata de un barrio humilde, en el que abundan los almacenes, los pasajes y caminos entre casas precarias.

## Características

### Conectividad

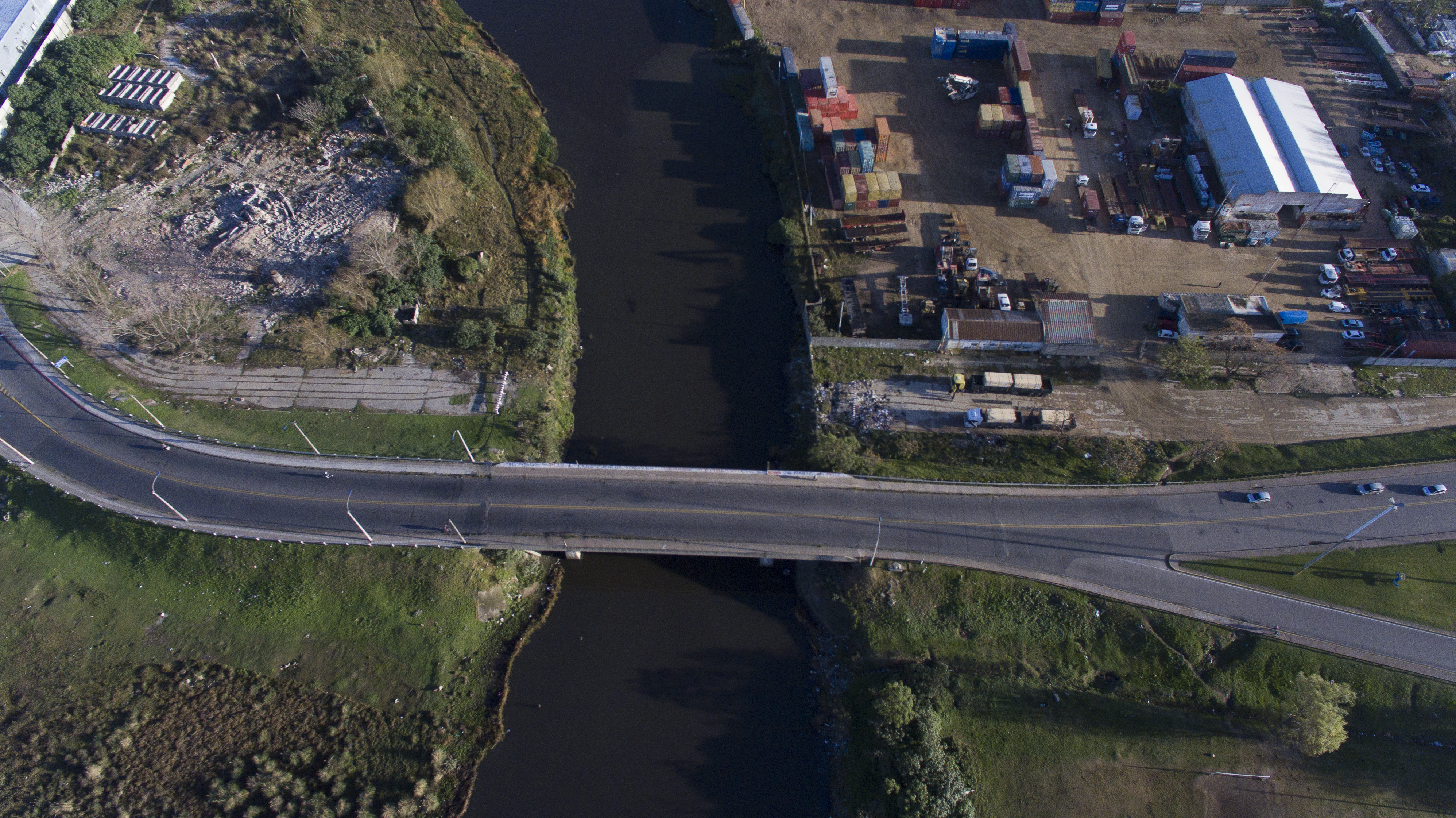
Imagen del Arroyo Pantanoso, cortado por la Av. Carlos María Ramírez, límite de El Tobogán, la Villa del Cerro y La Teja.

Sus principales arterias son el Pasaje J. Martori y el Camino Tróccoli, que conectan el barrio con las zonas aledañas.
En 2013 se realizó una obra por parte del Municipio A, para mejorar los alrededores y accesibilidad entre El Tobogán y el barrio La Paloma. No obstante, dentro el barrio prácticamente no existe ningún camino asfaltado, y todas sus calles son pasajes y caminos de condiciones precarias, sin veredas ni comodidades para los vecinos. En los últimos años se han hecho reformas a nivel municipal para mejorar sus condiciones.

### Infraestructura
La única construcción próxima al barrio que destaca es el Estadio Luis Tróccoli, el cual es una extensión del Cerro Norte. Cuando hay partidos de "alto riesgo" en el estadio, todo el barrio queda sitiado producto del operativo, sin tener salida hacia la Avenida Dr. Santín Carlos Rossi u otras avenidas. Dentro del barrio también se encuentra una policlínica de ASSE en sobre la calle Luis Tróccoli, entre Pasaje A y Pasaje B.

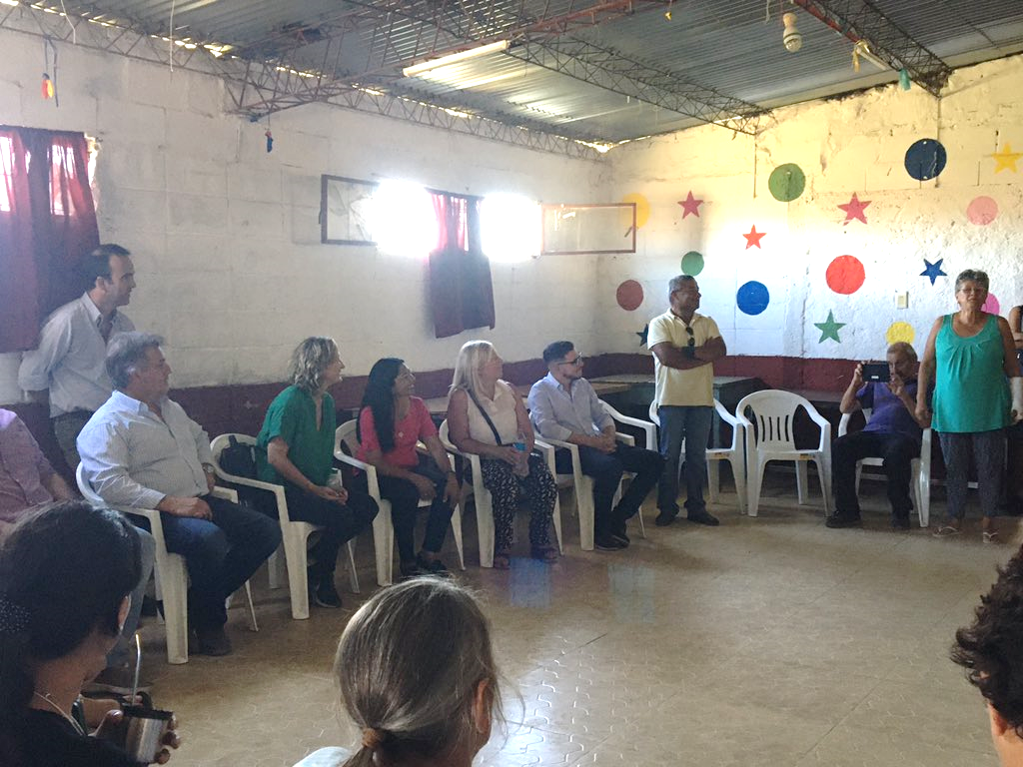
Centro Vecinal.

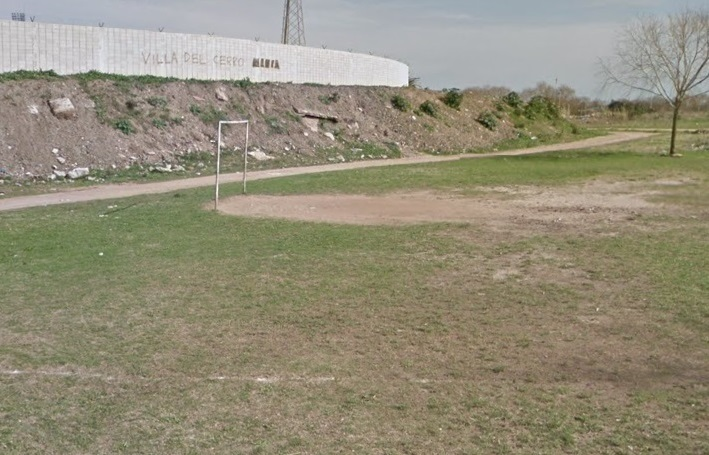
La Plaza Martori mantiene las condiciones precarias del barrio.

Sobre el Cno. Tróccoli se encuentra un Centro Vecinal, que realiza obras sociales en el barrio. Próximo al lugar, también se ubica la Capilla Virgen de la Sonrisa.
Además, entre el Pasaje Martori y el Cno. Tróccoli, se encuentra la Plaza Martori, que si bien no cuenta con infraestructura posee espacio verde y unos arcos de fútbol. Contra el otro extremo del barrio, a orillas del Arroyo Pantanoso, se encuentra el Espacio Público Tobogán, que es básicamente un área sin edificaciones.

### Seguridad
El barrio comenzó a ser noticia por hechos delictivos. En 2018, por ejemplo, El Tobogán fue noticia por un hecho delictivo ocurrido en el Pasaje Tróccoli, dentro de las inmediaciones del barrio. A su vez, se comenzaron unas excavaciones dentro de El Tobogán, en un terreno próximo al estadio Tróccoli, en busca de restos humanos.